# Západ
Západ é um bairro de Košice, a segunda maior cidade da Eslováquia. Está situado no distrito de Košice II, na região de Košice. Tem 5,53 km² de área e sua população em 2018 foi estimada em 39.848 habitantes.